# Kościół ewangelicki w Rydzynie
Kościół ewangelicki w Rydzynie – świątynia dawnej parafii Ewangelickiego Kościoła Unijnego położona przy ul. Wolności w Rydzynie. Obecnie pełni funkcję sali koncertowej.

## Historia
Obiekt został zbudowany w latach 1779-1783 według projektu I. Graffa w stylu późnobarokowym. Pierwotnie nosił nazwę św. Jakuba, później Świętego Krzyża. 
W okresie II Rzeczypospolitej kościół był we władaniu parafii należącej do superintendentury Leszno Ewangelickiego Kościoła Unijnego.
Po długim okresie zaniedbania, w 1996 kościół został wyremontowany i zaadaptowany na salę koncertową

## Architektura
Wzniesiony z czerwonej cegły, nieotynkowany. Posiada trójspadowy dach. Wieża jest zakończona kopulastym hełmem.